# Comuna Pühalepa
Pühalepa este o comună (vald) din Comitatul Hiiu, Estonia. Cuprinde un număr de 47 de localități (Tempa (Pühalepa), reședința comunei și alte 46 de sate)

## Localități componente

### Reședința
- Tempa (Pühalepa)

### Sate
- Ala
- Aruküla
- Hagaste
- Harju
- Hausma
- Hellamaa
- Heltermaa
- Hiiessaare
- Hilleste
- Kalgi
- Kerema
- Kukka
- Kuri
- Kõlunõmme
- Leerimetsa
- Linnumäe
- Loja
- Lõbembe
- Lõpe
- Määvli
- Nõmba
- Nõmme
- Palade
- Paluküla
- Partsi
- Pilpaküla
- Prählamäe
- Puliste
- Reikama
- Sakla
- Salinõmme
- Sarve
- Soonlepa
- Suuremõisa
- Suuresadama
- Sääre
- Tammela
- Tareste
- Pühalepa (Pühalepa)
- Tubala
- Undama
- Vahtrepa
- Valipe
- Viilupi
- Vilivalla
- Värssu